# Neolophonotus leucotaenia
Neolophonotus leucotaenia là một loài ruồi trong họ Asilidae. Neolophonotus leucotaenia được Bezzi miêu tả năm 1906. Loài này phân bố ở vùng nhiệt đới châu Phi.